# Electrophaes granitalis
Electrophaes granitalis là một loài bướm đêm trong họ Geometridae.